# Charlotte Football Club
Il Charlotte Football Club, meglio conosciuto come CLTFC o più semplicemente noto come Charlotte FC, è una società calcistica statunitense con sede nella città di Charlotte, nella Carolina del Nord. Fondata nel 2019, dal 2022 milita nella Major League Soccer (MLS) e disputa le proprie partite casalinghe al Bank of America Stadium, impianto da 75 535 posti a sedere nonché casa dei Carolina Panthers della NFL, con cui ha in comune anche il proprietario David Tepper.

## Colori e simboli

### Colori
I colori sociali del Charlotte FC sono l'azzurro, il nero e il bianco. La prima maglia è azzurra con dettagli neri mentre la seconda è nera con dettagli azzurri.
- Prima divisa

| Adidas 2022-2023 | Adidas 2024-2025 |

- Seconda divisa

| Adidas 2022 | Adidas 2023-2024 | Adidas 2025-2026 |

### Simboli ufficiali

#### Stemma
Lo stemma dello Charlotte Fc è a forma circolare ed intende richiamare la forma di una moneta, difatti da un lato è riportato "Minted" (Coniato), in onore della prima United States Mint sorta proprio a Charlotte, e dall'altro l'anno dell'inizio dell'attività agonisitica "2022". Al suo interno è disegnata una corona a quattro punte la quale onora il nome della città da cui il club prende il nome; ciascuna delle guglie della corona rappresenta i quattro rioni di Uptown Charlotte.

### Mascotte
La mascotte ufficiale del club è "Sir Minty", un pupazzo con le sembianze di un pallone il quale indossa un mantello celeste.

## Società

### Organigramma societario
Di seguito l'organigramma societario.
- David Tepper - Proprietario
- Joe LaBlue - Presidente
- Natalee Jarrett - Vice Presidente
- Nicole Loeb - Direttore finanziario
- Woody Wilder - Direttore della comunicazione

### Sponsor
Di seguito viene riportato lo sponsor tecnico del club.
- 2021- Adidas

### Impegno nel sociale
Fin dalla sua fondazione, il club si è impegnato socialmente attraverso diverse attività: il programma Greater Goals, prevede la collaborazione con diverse scuole elementari con cui stabilire dei programmi post scuola in cui inserire lo sport come veicolo di sviluppo dei bambini; il programma "Captains Academy" è rivolto a ragazzi delle scuole superiori e universitari con il massimo dei voti. Sono previsti incontri mensili attraverso cui aiutare gli studenti locali nel migliorare le proprie skills per la futura carriera lavorativa.

### Settore giovanile
La squadra riserve del club si chiama Crown Legacy FC e compete nel campionato MLS Next Pro. Gioca le partite casalinghe al Sportsplex at Matthews, un impianto con 5 000 posti a sedere, nella città di Matthews (Carolina del Nord).

## Allenatori e presidenti
Di seguito l'elenco cronologico degli allenatori del club.
- feb.-mag. 2022  Miguel Ángel Ramírez
  - mag. 2022-2023  Christian Lattanzio
- 2024  Dean Smith

Di seguito l'elenco cronologico dei presidenti del club.
- 2021-2022  Tom Glick
- feb. 2022-  Joe LaBlue

## Organico

### Rosa 2025
Aggiornata al 20 agosto 2025.
| N. |                           | Ruolo | Calciatore        |
| -- | ------------------------- | ----- | ----------------- |
| 1  | Croazia (bandiera)        | P     | Kristijan Kahlina |
| 3  | Stati Uniti (bandiera)    | D     | Tim Ream          |
| 4  | Stati Uniti (bandiera)    | C     | Andrew Privett    |
| 5  | Inghilterra (bandiera)    | D     | Harry Toffolo     |
| 6  | Nuova Zelanda (bandiera)  | C     | Bill Tuiloma      |
| 8  | Inghilterra (bandiera)    | C     | Ashley Westwood   |
| 10 | Costa d'Avorio (bandiera) | A     | Wilfried Zaha     |
| 11 | Israele (bandiera)        | A     | Liel Abada        |
| 13 | Stati Uniti (bandiera)    | C     | Brandt Bronico    |
| 14 | Inghilterra (bandiera)    | D     | Nathan Byrne      |
| 15 | Stati Uniti (bandiera)    | C     | Ben Bender        |
| 16 | Spagna (bandiera)         | C     | Pep Biel          |
| 17 | Israele (bandiera)        | A     | Idan Gorno        |
| 18 | Colombia (bandiera)       | A     | Kerwin Vargas     |
| 19 | Stati Uniti (bandiera)    | C     | Eryk Williamson   |
| 22 | Stati Uniti (bandiera)    | P     | David Bingham     |

| N. |                        | Ruolo | Calciatore         |
| -- | ---------------------- | ----- | ------------------ |
| 23 | Serbia (bandiera)      | C     | Nikola Petković    |
| 25 | Inghilterra (bandiera) | A     | Tyger Smalls       |
| 26 | Stati Uniti (bandiera) | P     | Chituru Odunze     |
| 27 | Stati Uniti (bandiera) | C     | Nimfasha Berchimas |
| 28 | Francia (bandiera)     | C     | Djibril Diani      |
| 29 | Francia (bandiera)     | D     | Adilson Malanda    |
| 31 | Stati Uniti (bandiera) | P     | George Marks       |
| 33 | Ghana (bandiera)       | A     | Patrick Agyemang   |
| 35 | Stati Uniti (bandiera) | C     | Nicholas Scardina  |
| 36 | Stati Uniti (bandiera) | C     | Brandon Cambridge  |
| 38 | Capo Verde (bandiera)  | A     | Iuri Tavares       |
| 39 | Stati Uniti (bandiera) | D     | Jack Neeley        |
| 40 | Stati Uniti (bandiera) | D     | Jahlane Forbes     |
| 41 | Stati Uniti (bandiera) | A     | Brian Romero       |
| 51 | Stati Uniti (bandiera) | P     | Nick Holliday      |
|    | Stati Uniti (bandiera) | P     | Drake Callender    |

### Staff tecnico
Di seguito lo staff tecnico del club aggiornato al 20 agosto 2025.
- Dean Smith - Allenatore
- Christian Fuchs - Vice allenatore
- Miles Joseph - Vice allenatore
- Aron Hyde - Allenatore dei portieri
- Rohan Sachdev - Analyst
- Zoran Krneta - Direttore tecnico